# HERBIE
HERBIE, acronyme de Humanoid Experimental Robot, B-type, Integrated Electronics, est un personnage appartenant à l'univers de Marvel Comics. Il a été créé par Stan Lee et Jack Kirby pour la série animée Fantastic Four en 1978 puis réadapté en comics dans Fantastic Four #209 en août 1979 par Marv Wolfman et John Byrne.

## Origine
Créé par Mr Fantastique et Master Xar de Xandar pour trouver Galactus et plus tard le Sphinx, ce robot joue avec Franklin Richards et le protège ainsi que le Baxter Building.

## Autres apparitions
- Les Quatre Fantastiques
- Les Quatre Fantastiques : Premiers pas
- Jouets ToyFare